# Béla Perczel

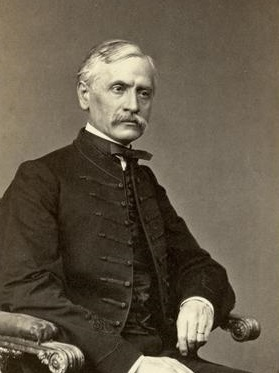
Béla Perczel

Dr. Béla Perczel de Bonyhád (Börzsönypuszta, 15 juni 1819 – Boedapest, 25 maart 1888) was een Hongaars politicus en jurist, die van 1875 tot 1878 de functie van minister van Justitie uitoefende. Hij was voorzitter van de Deák-partij van 1869 tot 1872 en voorzitter van het Huis van Afgevaardigden in 1874 en 1875. Zijn zoon Dezső Perczel was later minister van Binnenlandse Zaken en eveneens voorzitter van het Huis van Afgevaardigden.
Hij werd in 1875 door premier Béla Wenckheim aangesteld als minister van Justitie, een ambt dat hij ook bleef bekleden in de regering van Kálmán Tisza die die van Wenckheim opvolgde. Het eerste moderne Hongaarse strafwetboek, de Csemegi-codex, is verbonden aan zijn naam. Hij legde zijn ambt neer in 1878. Later werd hij lid van het Magnatenhuis van 1886 tot aan zijn dood in 1888.